# Konstantin Bakun
Konstantin Bakun (15 de março de 1985) é um voleibolista profissional ucraniano, naturalizado russo.

## Carreira
Konstantin Bakun é membro da seleção russa de voleibol masculino. Em 2016, representou seu país nos Jogos Olímpicos de Verão no Rio de Janeiro, que ficou em quarto lugar.